# Peleteria longipalpis
Peleteria longipalpis är en tvåvingeart som beskrevs av Fritz Isidore van Emden 1960. Peleteria longipalpis ingår i släktet Peleteria och familjen parasitflugor.
Artens utbredningsområde är Etiopien. Inga underarter finns listade i Catalogue of Life.